# Old Jewry

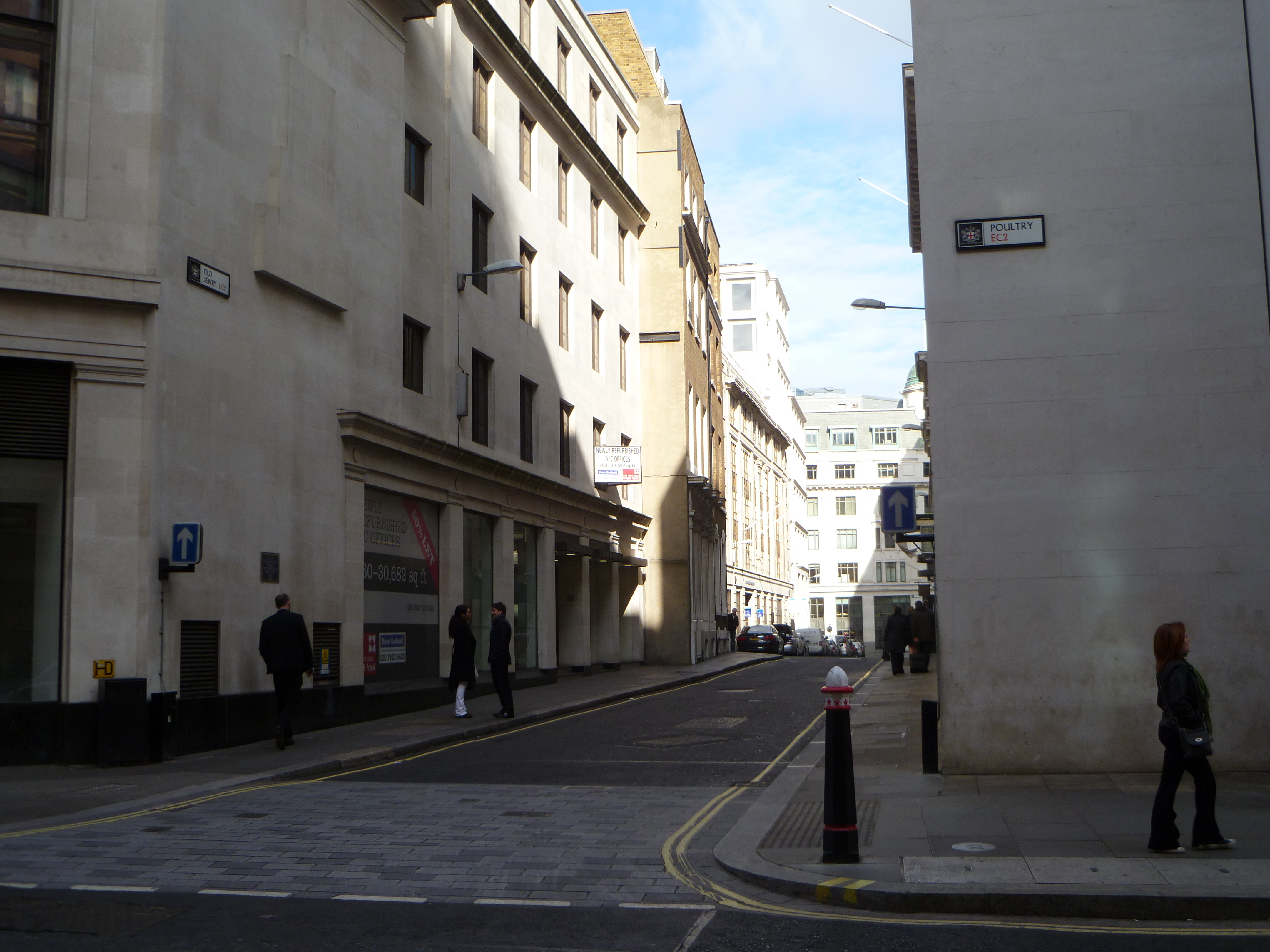
Calle Old Jewry (Londres)

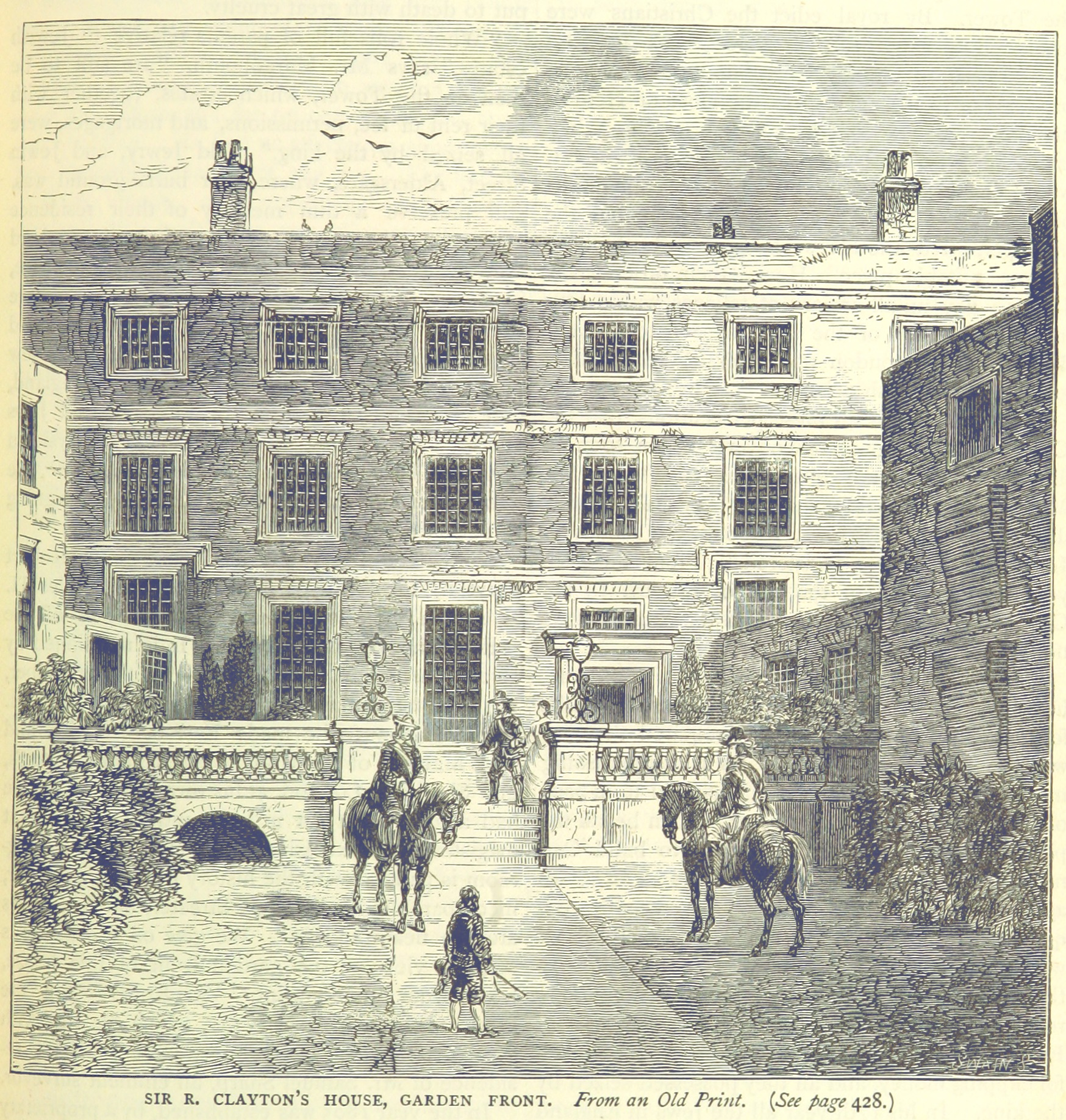
Mansión de sir Robert Clayton, en el número 8 de Old Jewelry

Old Jewry (que en idioma inglés significa «Vieja judería») es una calle sita en la City de Londres. Une Gresham Street con The Poultry. 
Según el Reverendo Moses Margoliouth "Old Jewry" era un gueto. Guillermo el Conquistador llevó judíos a Inglaterra procedentes de Ruan en 1066. Una mikve, baño para rituales hebreos, fue descubierto en los alrededores por arqueólogos, en 2001, bajo el edificio del State Bank of India. Estaba situado en la esquina comprendida entre las calles Gresham St y Milk St. Habría dejado de usarse en 1290, cuando los judíos fueron expulsados de Inglaterra. 
En el lado Oeste de Old Jewry se encuentra la iglesia St Olave, de la cual solo se conserva la torre. Cuando fue destruida en 1887, se encontraron un pavimento y varios jarrones romanos. Jewen Street, en los alrededores, aún existía en 1722, como bocacalle de Aldersgate. Según la Enciclopedia Chambers, era el único cementerio permitido para judíos. Por lo tanto, se supone que el barrio judío, durante el siglo XIII, se extendía de Jewen St al Norte a St. Giles-witout-Cripplegate, y llegaba a Poultry, en el Sur. Los disidentes del XVIII tuvieron una capilla en la calle. Richard Price, que era pastor de la iglesia unitaria de Newington Green predicó en las tardes en dicha capilla desde 1763.
El caricaturista Thomas Rowlandson nació aquí en 1756. Actualmente, la calle destaca por los numerosos bancos y compañías financieras que alberga.